# غريغ سميث (موسيقي)
غريغ سميث (بالإنجليزية: Greg Smith)‏ هو موسيقي أمريكي، ولد في 21 مايو 1963 في فالي ستريم في الولايات المتحدة.

## وصلات خارجية
- الموقع الرسمي
- غريغ سميث على موقع ميوزك برينز (الإنجليزية)
- غريغ سميث على موقع ديسكوغز (الإنجليزية)